# Peter Bringewat
Peter Bringewat (* 1946) ist ein deutscher Rechtswissenschaftler.

## Leben
Nach dem Abitur im Februar 1965 in Wilhelmshaven und dem Wehrdienst (April 1965–März 1967) studierte er von April 1967 bis März 1971 Rechtswissenschaften an der Eberhard Karls Universität Tübingen. Im Mai 1971 legte er die erste juristische Staatsprüfung in Baden-Württemberg ab. Von Juni 1971 bis Mai 1979 war er wissenschaftliche Hilfskraft, Verwalter der Stelle eines wissenschaftlichen Assistenten und wissenschaftlicher Assistent an der Universität Bielefeld, wo er im August 1973 zum Dr. jur. promoviert wurde. In Düsseldorf legte er im November 1975 die zweite juristische Staatsprüfung ab. Am Landgericht Bielefeld war er von Juni 1979 bis November 1984 Richter. An der Fachhochschule Nordostniedersachsen hatte er von Dezember 1984 bis Dezember 2004 eine Professur. Als Vorsitzender Richter am Landgericht Lüneburg (kleine Strafkammer) wirkte er von Februar 1993 bis April 2010. An der Leuphana Universität war er von Januar 2005 bis September 2010 Professor. Von Oktober 2010 bis September 2011 war er Universitätsprofessor in Lüneburg. Seit 2022 ist er als Rechtsanwalt Partner in der Kanzlei Bernzen Rechtsanwälte in Hamburg. Zuvor war er seit 2012 Partner bei Bernzen Sonntag Rechtsanwälte Steuerberater. Bis März 2015 lehrte er als Professor für Strafrecht, Strafprozessrecht und Wirtschaftsstrafrecht.

## Schriften (Auswahl)
- Funktionales Denken im Strafrecht. Programmatische Vorüberlegungen zu einer funktionalen Methode der Strafrechtswissenschaft (= Schriften zum Strafrecht. Band 20). Duncker und Humblot, Berlin 1974, ISBN 3-428-03174-1 (zugleich Dissertation, Bielefeld 1974).
- Klausurenschreiben leicht gemacht. Ein Leitfaden für Form und Aufbau juristische Übungsarbeiten (Klausur, Hausarbeit) in Zivilrecht, Strafrecht und öffentliches Recht mit geschriebenen Arbeiten, Besprechungen und Musterlösungen (= Reihe leicht gemacht). 10. durchgesehene Auflage. v. Kleist, München 1983, ISBN 3-87440-079-4.
  - Klausurenschreiben leicht gemacht. Ein Leitfaden für Form und Aufbau juristische Übungsarbeiten (Klausur, Hausarbeit) in Zivilrecht, Strafrecht und öffentliches Recht mit geschriebenen Arbeiten, Besprechungen und Musterlösungen (= Reihe leicht gemacht). 13. überarbeitete Auflage. v. Kleist, München 1989, ISBN 3-87440-079-4.
- Die Bildung der Gesamtstrafe. De Gruyter, New York/Berlin 1987, ISBN 3-11-010331-1.
- Strafvollstreckung. Kommentar zu den §§ 449–463 der StPO. Nomos Verlagsgesellschaft, Baden-Baden 1993, ISBN 3-7890-2723-5.
- Tod eines Kindes. Soziale Arbeit und strafrechtliche Risiken. Nomos Verlagsgesellschaft, Baden-Baden 1997, ISBN 3-7890-4745-7.
  - Tod eines Kindes. Soziale Arbeit und strafrechtliche Risiken. 2. Auflage, Nomos Verlagsgesellschaft, Baden-Baden 2001, ISBN 3-7890-7360-1.
- Sozialpädagogische Familienhilfe und strafrechtliche Risiken. Kohlhammer, Stuttgart/Berlin/Köln 2000, ISBN 3-17-016517-8.
- Grundbegriffe des Strafrechts. Grundlagen – allgemeine Verbrechenslehre – Aufbauschema. Nomos Verlagsgesellschaft, Baden-Baden 2003, ISBN 3-8329-0274-0.
  - Grundbegriffe des Strafrechts. Grundlagen – allgemeine Verbrechenslehre – Aufbauschema(= Kompendien für Studium, Praxis und Fortbildung). 2. vollständig überarbeitete Auflage, Nomos, Baden-Baden 2008, ISBN 3-8329-3376-X.
  - Grundbegriffe des Strafrechts. Grundlagen – allgemeine Verbrechenslehre – Aufbauschema(= Kompendien für Studium, Praxis und Fortbildung). 3. vollständig überarbeitete Auflage, Nomos, Baden-Baden 2018, ISBN 3-8487-4227-6.
- Methodik der juristischen Fallbearbeitung. Mit Aufbau- und Prüfungsschemata aus dem Zivil-, Strafrecht und öffentlichen Recht (= Rechtswissenschaften und Verwaltung. Studienbücher). Kohlhammer, Stuttgart 2007, ISBN 3-17-019671-5.
  - Methodik der juristischen Fallbearbeitung. Mit Aufbau- und Prüfungsschemata aus dem Zivil-, Strafrecht und öffentlichen Recht (= Rechtswissenschaften und Verwaltung. Studienbücher). 2. aktualisierte Auflage, Kohlhammer, Stuttgart 2013, ISBN 3-17-022581-2.
  - Methodik der juristischen Fallbearbeitung. Mit Aufbau- und Prüfungsschemata aus dem Zivil-, Strafrecht und öffentlichen Recht (= Rechtswissenschaften und Verwaltung. Studienbücher). 3. aktualisierte Auflage, Kohlhammer, Stuttgart 2017, ISBN 3-17-031822-5.